# Herzogtum Sachsen (1547–1572)
Das Herzogtum Sachsen war ein Territorium des Heiligen Römischen Reiches, welches zwischen 1547 und 1572 bestand und von den Ernestinern regiert wurde. Hauptstadt des auch als ernestinischer Gesamtstaat bezeichneten Herzogtums war Weimar.
Nach dem Schmalkaldischen Krieg mit der Schlacht bei Mühlberg hatte die ernestinische Linie des Hauses Wettin die Kurwürde und einen Großteil ihrer Territorien an die Albertiner verloren, die fortan das Kurfürstentum Sachsen regierten. Den Ernestinern verblieben der Herzogstitel und im Wesentlichen die thüringischen Gebiete. In der Erfurter Teilung wurde das Territorium weiter in die Herzogtümer Sachsen-Weimar und Sachsen-Coburg-Eisenach aufgeteilt.

## Geschichte
Das Herzogtum entstand nach der Wittenberger Kapitulation, die den Schmalkaldischen Krieg beendete. Aus diesem gingen die Albertiner als Sieger und die Ernestiner als Verlierer hervor, weshalb die Kurwürde von den Ernestinern an die Albertiner überging. Des Weiteren mussten die Ernestiner alle Besitzungen östlich der Weißen Elster an die Albertiner abgeben (u. a. Gebiete bei Wittenberg, Torgau, Altenburg und Zwickau). 
1553 kamen die Ämter Coburg, Sonneberg, Hildburghausen, Königsberg, Veilsdorf und Schalkau zum Herzogtum Sachsen. Im Jahre 1554 bekamen die Ernestiner die Ämter Altenburg, Eisenberg, Sachsenburg und Herbesleben (ohne Tennstedt), die Städte Auma, Neustadt, Pößneck und Triptis sowie den Besitz der aufgelösten Klöster Volkenroda und Oldisleben von den Albertinern zurück (Naumburger Vertrag). 1567 wurde der Neustädter Kreis an die Albertiner abgetreten.
1572 wurde das Herzogtum Sachsen in der Erfurter Teilung geteilt in das Herzogtum Sachsen-Weimar und das Herzogtum Sachsen-Coburg-Eisenach, deren Gebiete verstreut im heutigen Thüringen bzw. Nordfranken lagen. Aus diesen beiden Staaten entstanden durch weitere Erbteilungen 16 Ernestinische Herzogtümer, von denen vier bis 1918 bestanden und mit Reuß jüngere Linie, Reuß ältere Linie und Schwarzburg-Sondershausen/Schwarzburg-Rudolstadt zum Land Thüringen vereinigt wurden.

## Herzöge von Sachsen
- Johann Friedrich I. (der Großmütige) (1547–1554)
- Johann Friedrich II. (der Mittlere) (1554–1566)
- Johann Wilhelm I. (1566–1572)